# Irene García Martos
Irene García Martos (Málaga, 15 de abril de 1976) es una entrenadora y ex jugadora de balonmano que jugó para el Málaga Costa del Sol y en la selección española. Fue presidenta de la Asociación de Jugadoras de Balonmano del 2004 al 2014.

## Trayectoria
Irene empezó a jugar en el colegio público Arturo Reyes de la capital malagueña, del que se mudó, en cadetes, a los equipos del Colegio Europa. Esta finísima central con un gran visión de juego y control del tempo del partido jugó en División de Honor con varios clubes (Málaga Costa del Sol, CLEBA o Vicar Goya Jarquil) y compitió con la selección española tanto en playa como en pista.
En sus últimos años como profesional fue presidenta de la Asociación de Jugadoras de Balonmano (hoy AMBM) desde la temporada 2004 a la 2014.
Además fue miembro de la Junta Directiva de la Federación Española de Balonmano desde 2010 a 2014, en una época donde la financiación del balonmano femenino fue muy recortada por parte de los patrocinadores y las instituciones y donde los impagos a muchas jugadoras y la promoción del balonmano femenino fue su gran caballo de batalla.
Criada en los primeros equipos del Málaga Costa del Sol se mudó al CLEBA en 1998 y, de ahí, tras perder León la categoría, al equipo almeriense del Vicar Goya. En 2005 volvió a León para jugar una temporada en el equipo castellano leonés y volver, hasta su retirada en 2008, a su ciudad natal.

### Clubes
- 1994–98: Málaga Costa del Sol (Ascenso a DH)
- 1998–03: CLEBA[8]
- 2003–05: Vicar Goya Almería[9]
- 2005–06: CLEBA[8]
- 2006–08: Málaga Costa del Sol

### Balonmano Playa
Una de las primeras jugadoras de balonmano playa española, fue campeona de España con el Costa del Sol Málaga en los años 1998, 2003 y 2012.

### Selección española
Debutó con la selección española en el Torneo Internacional de Holanda ante Rusia el 20 de octubre de 1999, donde consiguió su primer gol con la camiseta de las Guerreras. Su último partido fue, en el mismo torneo, el 24 de octubre, ante China, en un partido que el cuadro español salió victorioso e Irene García anotó un gol.

#### Selección española de balonmano playa
Con las Guerreras de Arena quedó quinta clasificada en el Campeonato de Europa de Balonmano Playa del 2009 en Larvik (Noruega) donde compartió convocatoria con las malagueñas Susana Martínez, María José Moreno, Noelia Fornell y Yolanda García.

## Palmarés
- Campeona de España Universitaria (2000) con la Universidad de León y cuarta clasificada en el Campeonato del Mundo Universitario de Francia en el mismo año.
- 3 x Campeona de España de balonmano playa con Málaga DyE en los años 1998, 2003 y 2012

### Distinciones individuales
- MVP (2011) del Campeonato de Europa de Balonmano Playa celebrado en Fuengirola, con el equipo DyE Málaga Beach.

## Entrenadora
Como entrenadora de balonmano ha trabajado siempre con el deporte base (Selección Andaluza, Club Balonmano Femenino Málaga Costa del Sol, Club Deportivo Puertosol) y, en la temporada 2017–18, se inició en el mundo sénior en la que es, hasta ahora, su única incursión en el deporte semi profesional, con el Fuengirola Un sol de Ciudad.
Con la selección andaluza de balonmano logró, en la temporada 2008–09 el subcampeonato de España y, en la temporada siguiente, la 2009–10, Campeonas de España en el campeonato nacional de selecciones autonómicas en categoría infantil junto a Juan Francisco Sánchez.
- 2007–16: Federación Andaluza de Balonmano.
- 2009–11: Club Balonmano Femenino Málaga Costa del Sol
- 2007–17: Club Deportivo Puertosol
- 2017–18: Club Fuengirola - El Coto (División de Honor Plata)

## Vida
Estudio magisterio durante su época de jugadora y actualmente trabaja como directora de la ONCE en Fuengirola y coordinadora de deportes en la organización. Irene García tiene retinosis pigmentaria.